# Corciano
Corciano è un comune italiano di 21 555 abitanti della provincia di Perugia posto su un colle a 12 km a nord-ovest di Perugia.

## Geografia fisica
- Classificazione climatica: zona E, 2204 GR/G

Corciano è un comune esteso per quasi 64 km², situato su di un colle a 408 m s.l.m., quasi a metà strada fra il capoluogo Perugia e il lago Trasimeno. È confinante solo con Perugia ad est e a sud e con Magione ad ovest e a nord.
Corciano fa parte della Comunità montana Trasimeno Medio Tevere e del club de "I borghi più belli d'Italia".

## Storia
Secondo un'antica leggenda, Corciano è sorta per opera di Coragino, mitico compagno dell'eroe greco Ulisse.
Le tracce più antiche della presenza dell'uomo (alcuni frammenti di utensili su lama di selce e vari frammenti di vasi in impasto non tornito) risalgono al Neolitico. La scoperta di due vasi cinerari (conservati nell'Antiquarium del palazzo Comunale) segnalano la presenza umana in un periodo compreso tra il IX e l'VIII secolo a.C. Tra il III e il I secolo a.C. si formarono numerosi nuclei abitati (in genere di piccole dimensioni) dediti prevalentemente all'attività agricola e a quella artigianale.
L'area, nota archeologicamente per il famoso ritrovamento ottocentesco della tomba dei carri bronzei risalente alla seconda metà del VI secolo a.C. subì, quattro secoli più tardi, un forte processo di sviluppo probabilmente in relazione alla crescente richiesta di travertino utilizzato per la produzione di urne, cippi funerari, ma soprattutto per la costruzione della città urbana di Perugia.

### I primi documenti
È solo dopo l'anno Mille che alcuni documenti documentano la sua esistenza. Nel 1136 papa Innocenzo II conferma il Castrum de Corciano al Vescovo di Perugia e lo stesso castello è citato nell'elenco delle ville e dei castelli presenti nel territorio perugino nell'anno 1258. La stretta dipendenza con Perugia portò i soldati corcianesi a combattere contro Todi che aveva occupato parte del territorio perugino: nel 1310 respinsero i tuderti fino alle porte della loro città.

### Braccio da Montone
Tra il 1415 e il 1416 il Capitano di ventura Braccio da Montone, espulso da Bologna, con le sue truppe si dirige in Umbria seminando distruzione e morte. Tenta di conquistare Corciano, ma la cittadina si difende valorosamente e mette in fuga le truppe di Braccio. I Magistrati perugini, come compenso per l'eroica difesa, esentarono Corciano da ogni tassa per cinque anni. Ma Braccio non si ferma: dopo aver conquistato 120 castelli nel territorio perugino, torna a Corciano che, non potendo sopportare un nuovo assedio, gli apre spontaneamente le porte.
Nel XIV secolo Corciano passò, come quasi tutta l'Umbria, nell'orbita dello Stato della Chiesa e divenne feudo dei Duchi della Corgna che avevano la loro residenza nell'attuale palazzo Comunale. Nel 1809 l'esercito napoleonico stabilì a Perugia il Governo imperiale e Corciano venne eretta a Mairie. Il 9 novembre 1860 viene pubblicato il plebiscito per l'annessione della Provincia di Perugia al Regno d'Italia: 97.000 voti favorevoli e 386 contrari.

### Simboli
Lo stemma del comune di Corciano è stato riconosciuto con decreto del capo del governo del 15 agosto 1929.
Il gonfalone, concesso con regio decreto del 16 agosto 1929 è un drappo partito di rosso e di bianco.
Il comune ha adottato una bandiera costituita da un drappo partito di rosso e di bianco caricato al centro dello stemma comunale.

## Monumenti e luoghi d'interesse
Corciano ha un interessante e ben conservato centro storico di aspetto medievale e di forma pressoché circolare, parzialmente ancora cinto da mura, in cui si trovano, seppur rimaneggiati, il Palazzo dei Priori ed il Palazzo del Capitano del Popolo.
La principale chiesa è la parrocchiale di Santa Maria Assunta, del XIII secolo ma rifatta nel tardo Ottocento, che custodisce al proprio interno l'Assunzione della Vergine di Perugino, del 1513, detta anche Pala di Corciano, e il cosiddetto Gonfalone della Peste di Benedetto Bonfigli, del 1472, proveniente da Sant'Agostino, interessante anche per la veduta di Corciano rappresentata in basso. In chiesa sono anche due opere del sacerdote-pittore Guerriero Giappesi, vissuto nei primi decenni del XX secolo: un affresco con l'Arcangelo Michele all'altare del Sacro Cuore, del 1929, e un altro con il Battesimo di Cristo presso il fonte battesimale, del 1931.
La Chiesa di San Francesco, della fine del XIII secolo, sconsacrata e utilizzata per eventi e mostre, conserva invece il suo originario aspetto gotico, con una facciata ornata da un raro rosone in legno intagliato. All'interno sono frammenti di affreschi databili ad un periodo compreso tra il XIII e il XV secolo ed alcune opere d'arte provenienti da altri luoghi: tra le altre, una tavola con la Madonna col Bambino e Santi di Orlando Merlini, un San Sebastiano, scultura lignea di Francesco di Simone Ferrucci del 1482 e proveniente dalla chiesa di Sant'Agostino a Perugia, una tela con la Madonna col Bambino tra i santi Anna, Francesco ed Elena di Benedetto Bandiera, del 1606 e una tela, purtroppo danneggiata, di Giovanni Antonio Scaramuccia con la Madonna col Bambino, angeli e santi.

### Chiesa di Sant'Agostino

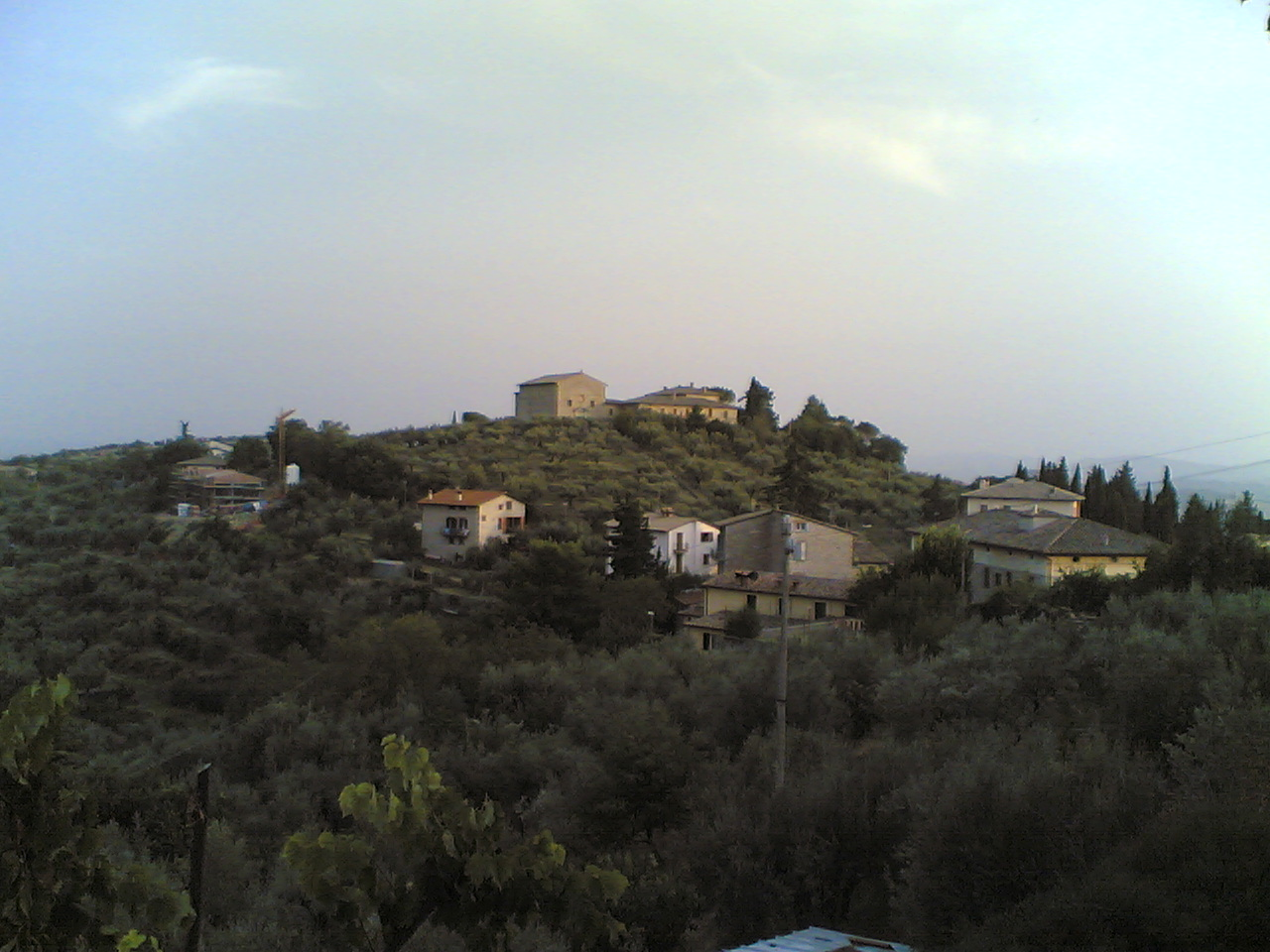
Chiesa e convento di Sant'Agostino, sulla collina accanto a quella su cui sorge Corciano.

La chiesa ed il convento di Sant'Agostino rappresentano uno dei più importanti monumenti agostiniani esistenti in Umbria. La sua edificazione fu autorizzata da papa Giovanni XXII con la bolla pontificia del 1334. La chiesa gotica subì vari rimaneggiamenti nel corso dei secoli; verso la metà del XVIII secolo si ebbe l'intervento più consistente, che ne modificò radicalmente l'interno, eliminando gli arconi di sostegno e la copertura a capriate. A quest'epoca si devono pure alcune decorazioni, come la fastosa cornice a stucco dell'abside e gli altari, tra cui il primo a sinistra, dedicato alla Madonna del Carmine. Lungo la navata furono sistemate le quattro statue di san Macario, san Michele Arcangelo, san Sebastiano e san Rocco. Proprio a san Sebastiano e san Rocco era intitolata una confraternita che aveva sede nella chiesa di Sant'Agostino. Nell'abside, sopra il coro ligneo del XVIII secolo, si trovava fino al 1879 il gonfalone dipinto da Benedetto Bonfigli (e aiuti) nel 1472 per questa chiesa, ora conservato nella chiesa parrocchiale di Santa Maria. Con l'Unità d'Italia la chiesa passò nel demanio dello Stato; è di proprietà del Fondo Culto del Ministero degli Interni. 

### Altri luoghi di interesse
Sempre nel borgo, interessante la residenza Comunale, già palazzo della Corgna, attribuita a Galeazzo Alessi, con decorazioni interne di gusto zuccaresco.
A un chilometro dall'abitato si erge il maestoso castello di Pieve del Vescovo, antica residenza estiva del cardinale Fulvio della Corgna e dei vescovi di Perugia, tra cui il futuro papa Leone XIII.
A Corciano è stato realizzato il complesso residenziale Rigo, disegnato da Renzo Piano ed ispirato ai cubi di Rubik. È un complesso edilizio con varie tipologie di assemblaggio di cellule abitative prefabbricate in cemento armato frutto di uno studio sviluppato in occasione del terremoto del Friuli del 1976 e realizzato successivamente fra il 1979 e il 1982. Anche se il primo progetto di Renzo Piano, che prevedeva la possibilità di edilizia evolutiva autocostruita, venne in parte modificato, in virtù delle sovvenzioni statali, dalla realizzazione di case già allo stadio più complesso con l'utente che poteva variare solo l'interno del modulo abitativo, il Rigo rimane un esempio di avanguardia architettonica per tecniche di montaggio e struttura.

## Società

### Evoluzione demografica
Abitanti censiti

### Etnie e minoranze straniere
Secondo i dati ISTAT al 31 dicembre 2023 la popolazione straniera residente era di 1.943 persone, pari all'8,83% della popolazione.
Le nazionalità maggiormente rappresentate in base alla loro percentuale sul totale della popolazione residente erano:
- Romania 531 2,48%
- Albania 347 1,62%
- Ecuador 187 0,87%

## Geografia antropica

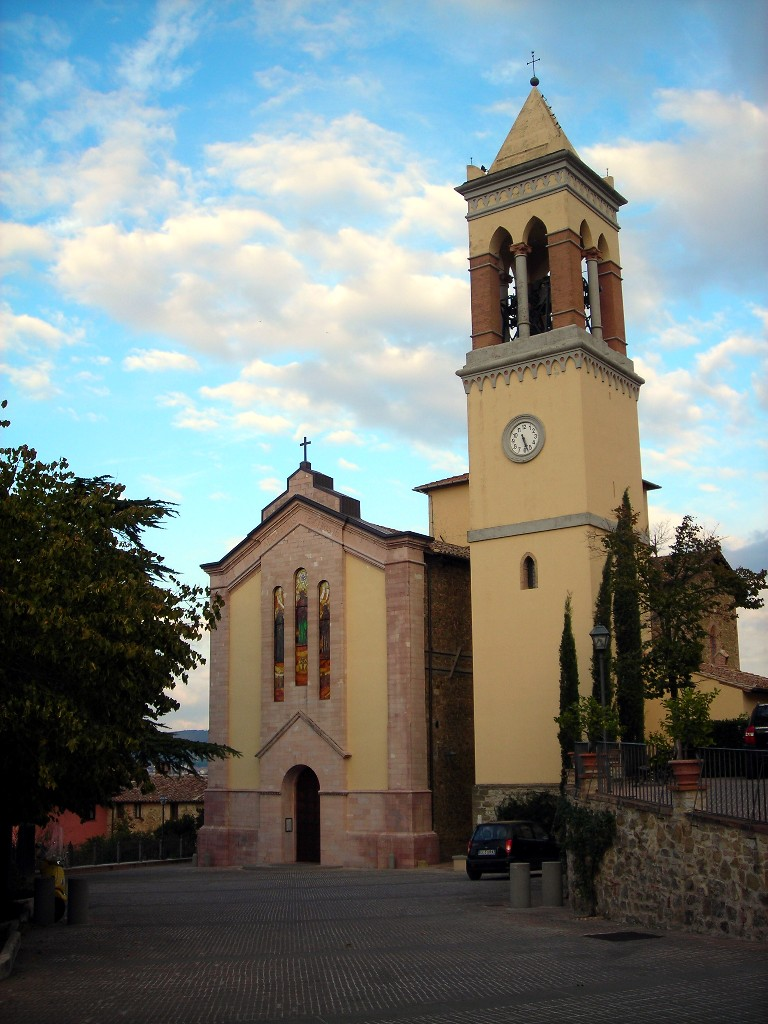
Chiesa di Solomeo

### Frazioni
Capocavallo, Castelvieto, Ellera-Chiugiana (con finalità statistiche identificata talvolta come Chiugiana-La Commenda e, nell'uso comune, come Ellera), Mantignana, Migiana, San Mariano, Solomeo.

### Località
Cipresso, Taverne, Terrioli, Valmarino, Strozzacapponi.

## Infrastrutture e trasporti
Corciano è collegato al capoluogo e al resto della rete stradale umbra tramite il Raccordo autostradale 6, che conduce tra l'altro verso il lago Trasimeno e il confine con la Toscana e la val di Chiana, in direzione ovest.

## Economia

### Artigianato
Tra le attività economiche più tradizionali, diffuse e attive vi sono quelle artigianali, come la rinomata lavorazione del legno, finalizzata alla produzione di mobili, di numerosi attrezzi e di giocattoli.
È inserito tra I borghi più belli d'Italia.

## Amministrazione

Il gonfalone comunale

| Periodo          | Periodo         | Primo cittadino        | Partito                                                       | Carica                  | Note   |
| ---------------- | --------------- | ---------------------- | ------------------------------------------------------------- | ----------------------- | ------ |
| 1978             | 1986            | Alessandro Truffarelli | Partito Comunista Italiano                                    | Sindaco                 |        |
| 8 settembre 1986 | 29 giugno 1990  | Palmiero Bruscia       | Partito Comunista Italiano                                    | Sindaco                 | [ 15 ] |
| 4 luglio 1990    | 23 aprile 1995  | Palmiero Bruscia       | Partito Comunista Italiano Partito Democratico della Sinistra | Sindaco                 | [ 15 ] |
| 24 aprile 1995   | 13 giugno 1999  | Palmiero Bruscia       | Partito Democratico della Sinistra Democratici di Sinistra    | Sindaco                 | [ 15 ] |
| 14 giugno 1999   | 13 giugno 2004  | Palmiero Bruscia       | Democratici di Sinistra                                       | Sindaco                 | [ 15 ] |
| 14 giugno 2004   | 7 giugno 2009   | Nadia Ginetti          | Democratici di Sinistra Partito Democratico                   | Sindaco                 | [ 15 ] |
| 8 giugno 2009    | 16 gennaio 2013 | Nadia Ginetti          | Partito Democratico                                           | Sindaco                 | [ 15 ] |
| 17 gennaio 2013  | 29 maggio 2013  | Lea Passalacqua        |                                                               | Commissario prefettizio | [ 15 ] |
| 30 maggio 2013   | 11 giugno 2018  | Cristian Betti         | Partito Democratico                                           | Sindaco                 | [ 15 ] |
| 12 giugno 2018   | 15 maggio 2023  | Cristian Betti         | Partito Democratico                                           | Sindaco                 | [ 15 ] |
| 15 maggio 2023   | in carica       | Lorenzo Pierotti       | Partito Democratico                                           | Sindaco                 | [ 15 ] |

### Gemellaggi
- Pentling
- Civrieux-d'Azergues[17]
- Libiąż

## Sport

### Calcio
La principale squadra di calcio della città è l'Ellera Calcio che milita nel campionato umbro di Eccellenza (calcio).